# Jableh (district)
Jableh District (Arabisch: منطقة جبلة) is een Syrisch district behorend tot het Latakia gouvernement. De hoofdstad is Jableh.